# Johannes Petri Collinder
Johannes Petri Collinder, född 1651 i Hedesunda församling, Västernorrlands län, död 27 januari 1726 i Österlövsta församling, Uppsala län, var en svensk präst.

## Biografi
Johannes Petri Collinder föddes 1651 på Backa i Hedesunda församling. Han var son till länsmannen Per Eriksson och Brigitta Joachimsdotter. Collinder blev 19 februari 1679 student vid Uppsala universitet och prästvigdes 1684 i Uppsala domkyrka. Han blev adjunkt i Uppsala domkapitel och 1687 vice pastor i Vendels församling. Den 1 maj 1692 tillträde han komministertjänsten i Klara församling och blev 1708 kyrkoherde i Österlövsta församling, tillträde 1 maj 1709. Collinder avled 1726 i Österlövsta församling.
Collinder var respondent vid prästmötet i Uppsala 1689, opponent vid prästmötena i Uppsala 1698 och 1705 och predikant vid prästmötet i Uppsala 1712. Efternamnet Collinder kommer från födelsebyn Backa.

## Familj
Collinder gifte sig 10 januari 1687 i Hedesunda församling med Brigitta Limnelius. Hon var dotter till kyrkoherden Erik Limnelius och Holmius i Hedesunda församling. De fick tillsammans barnen Erik Limnelius, Petrus Limnelius (född 1691), Brita Limnelius, Anna Limnelius (1698–1729) som var gift med brukspredikanten Magnus Kindahl vid Österby bruk, Sofia Limnelius (1701–1776) som var gift med dansmästaren Hindirch Pohl i Karlskrona, Johanna Limnelius (1709–1750) som var gift med mjölnaren Olof Hagström i Hagby församling och Catharina Limnelius (född 1712) som var gift med linvävaremästaren Johan Meiberg i Vittinge församling.

### referenser
1. 1 2 3 4 5 6 7 8 9  Gunnar Hellström, Stockholms stads herdaminne från reformationen intill tillkomsten av Stockholms stift : Biografisk matrikel, 1951, s. 349-350, läs online, läst: 22 juni 2022.[källa från Wikidata]
2. 1 2 3  Hellström, Gunnar (1951). Stockholms stads herdaminne från reformationen intill tillkomsten av Stockholms stift: biografisk matrikel. Monografier / utgivna av Stockholms kommunalförvaltning ; [11]. Stockholm: Stockholms kommunförvaltning. sid. 349-350. Libris 24465. https://runeberg.org/sthlmherd/0350.html